# Kishu mikan
Espèce
Classification phylogénétique
Synonymes
Kishu mikan ou kishu ou encore mandarine kishu (Citrus kinokuni (Tanaka), Citrus reticulata var kinokuni) est un petit agrume japonais cultivé au Japon et sous le nom de mandarine de Nanfeng (Nánfēng mì jú) en Chine. Il est toujours populaire en raison de sa saveur agréable et de ses parfums riches dit Tanaka (1954).
Le nom désigne le fruit et l'arbre.

## Taxonomie - Dénomination
Citrus x aurantium var kinokuni ined. ou Citrus reticulata Blanco var. kinokuni (Tanaka) H. H. Hu est dans le système de taxonomie des agrumes de Tanaka une espèce distincte: Citrus kinokuni hort., tandis que le système Swingle la regroupe dans Citrus tachibana. Les noms usuels Kinokuni, mandarine Kishu, mandarine Huangliingmiao sont cités. Le kinukuni asperme Mukaku Kishu est une mutation de bourgeon considéré comme ayant la stérilité féminine la plus stricte chez les agrumes.
En chinois 乳桔 (Rǔ jú) lait-orange ou 蜜桔 (mì jú) miel-orange à Shanghai.

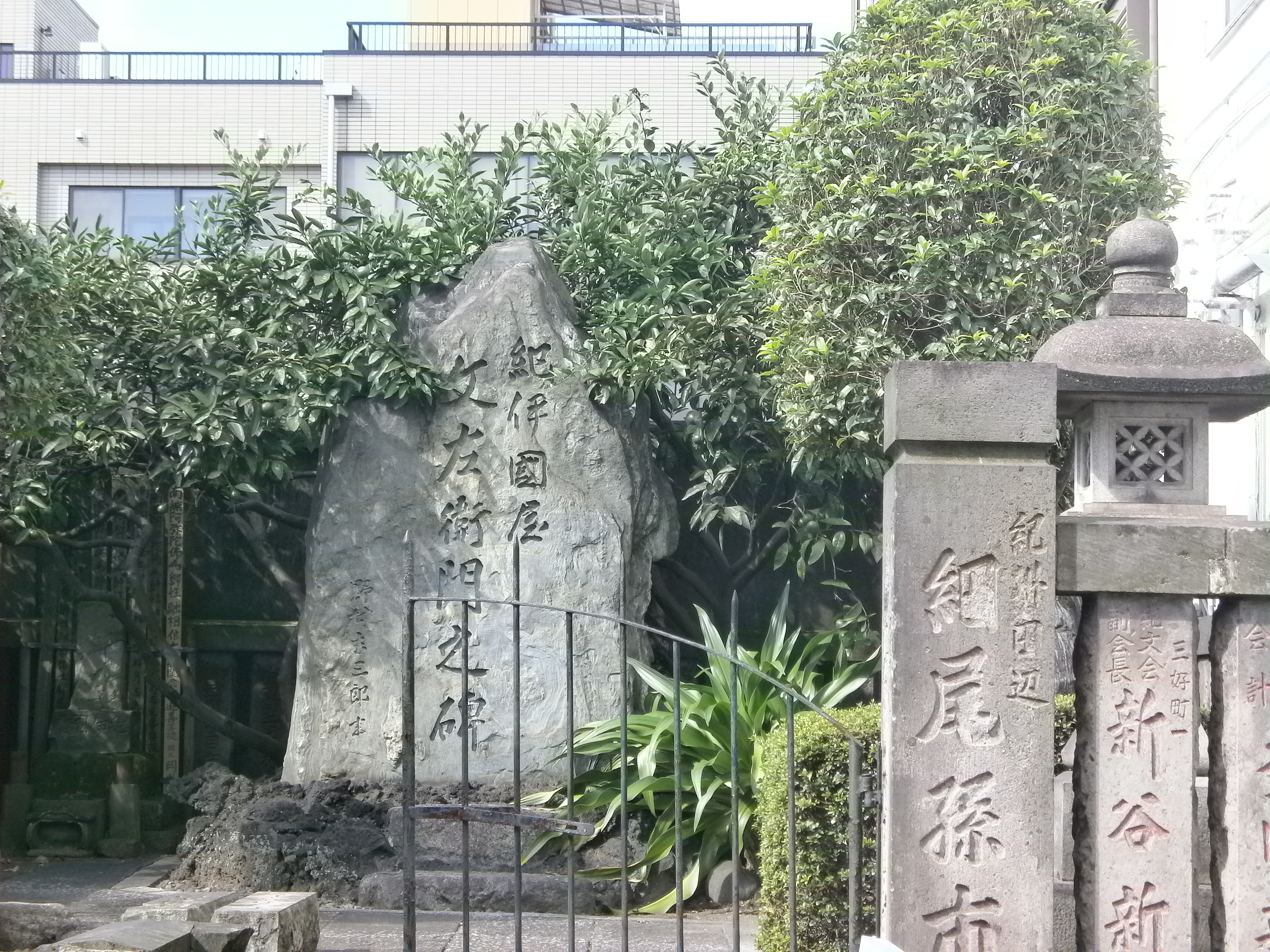
Arbre de Kishu mikan ombrant la tombe de Kinokuniya Bunzaemon

En japonais usuel キシュウミカン (Kishuu mikan) ou simplement Kishu. Le nom de Kinokuni viendrait du marchand 紀伊國屋文左衛門 Kinokuniya Bunzaemon (1669-1734) qui faisait commerce de ce fruit de son pays natal Kishu à Edo. Il peut aussi venir de celui de l'ancienne province japonaise de  紀伊国 (Kii no Kuni), péninsule de Kii (sud de la préfecture de Mie) ou Kishu

### Cultivars
Les cultivars sont nombreux, on rapporte au Japon : Shima‐mikan, Hira Kishu et Mikakukishu asperme les plus connus, Kira kishu (grande et plus plate), Kishu Hisago komikan, Kishu Kishu mikan Ihara Ichijoji, Kishu Komikan Fukuyama (perle de Kinkou), Kishu Komikan Kawachi, Kishu Komikan Tensui, Kishu Kouda mikan, Kishu Ozaki komikan, Kishu Sakurajima komikan Matsuura, Kishu Sakurajima komikan senbatsu, Kishu Sakurajima komikan Shirahama et Kishu Taka mikan.
Sauf Hisago komikan, ce sont des mutations de bourgeon qui partagent le génotype Kyshu. Le terme de Komikan dans les noms de variété signifie petite mandarine en japonais 小 (ko) signifie petit dans 小みかん ou 小蜜柑 (komikan).
Le chinois 南丰蜜橘 (Nánfēng mì jú) mandarine de Nanfeng existe sous le même nom au Japon. Le cultivar chinois toujours largement cultivé et promu dans le comté de Nanfeng, ville de Fuzhou, dans le Jiangxi, où il bénéficie (2002) d'une indication géographique nationale[réf. nécessaire]. Le lien entre la population chinoise et les kishu japonais est démontré : «Sur la base de la comparaison des séquences du génome, nous confirmons que le mukaku-kishu (kishu asperme de la collection Riverside [d'origine japonaise] est lié par clonage au Nanfengmiju, en accord avec l'analyse basée sur les marqueurs moléculaires» écrivent Tokurou Shimizu, Akira Kitajima et al. en 2016.

## Origine et histoire

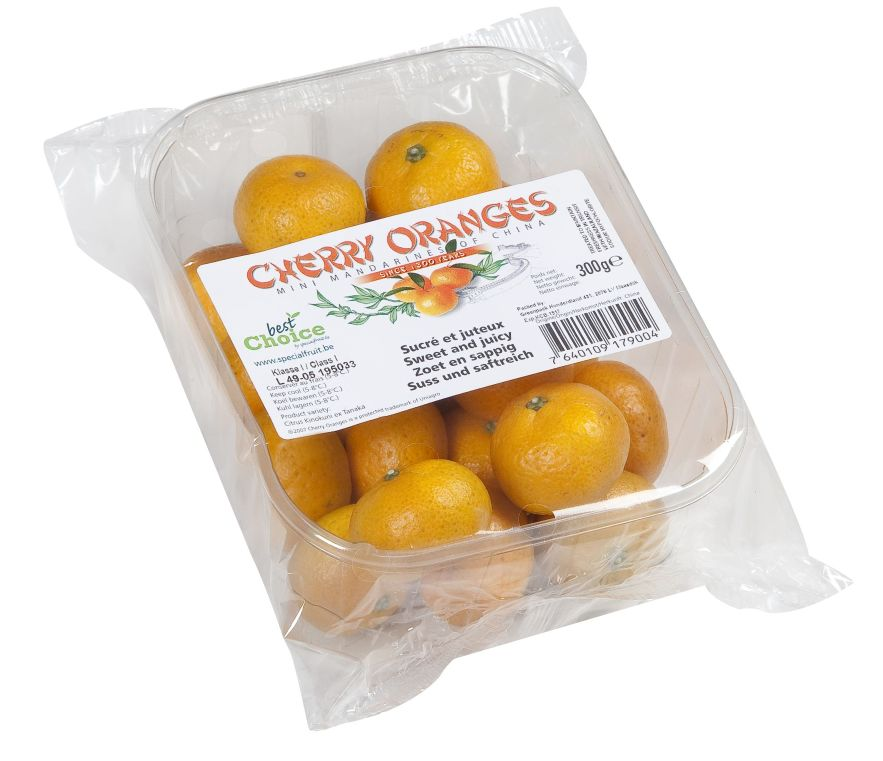
conditionnement pour la vente aux USA

Ils poursuivent : «Kishu était une variété d'agrumes majeure du XIIe au XVIIIe siècle au Japon qui était produite dans de vastes régions, y compris Kagoshima. L'origine de Kishu n'est pas connue. Cependant, la présence d'un biotype chinois (nanfengmiju) correspondait aux spéculations récentes selon lesquelles il aurait été transmis de la Chine au Japon dans les temps anciens» en référence à Tanaka qui avait écrit en 1928 : «La culture des agrumes, proprement dite remonte à 300 ans avec l'introduction de la variété de Chine Michueh, Citrus Kinokuni Hort. (Tanaka) connue au Japon sous le nom de Kishû-Mikan. Cette variété à nombreuses graines, à petits fruits, est maintenant remplacée entièrement par une variété asperme et à fructification abondante, Unshû-Mikan (Citrus Unshiu Marcovitch)».
Selon les sources chinoises, la mandarine de Nanfeng a été plantée en Chine avant l'ère Kaiyuan, soit la première moitié du règne de l'empereur Xuanzong (685 à 762) de la dynastie Tang et de la belle Yang Guifei (719-756), c'est pourquoi on peut lire que cette culture à plus de 1 300 ans en Chine[réf. nécessaire]. Le ministère de l'Agriculture chinois n'hésite pas faire remonter sa culture à la période des royaumes combattants il y a 2 300 ans, «voire plus tôt encore». Le fruit était offert en hommage à l'empereur. Après les Ming, la production prit un essor avec la sélection de mutants de bourgeon et la diversification des cultivars, avec un apogée à la fin de la dynastie Qing (3 000 t par an). La production dans le Fujian et le Guangxi est attestée au XIXe siècle[réf. nécessaire].

### Époque moderne
En Chine la production est de nos jours encouragée avec une politique de promotion, d'industrialisation[réf. nécessaire], de transformation (extraction de la pectine) et d'innovation (Nanfeng Citrus Big Data Center). L'exportation vers l'Europe a commencé en 2017.

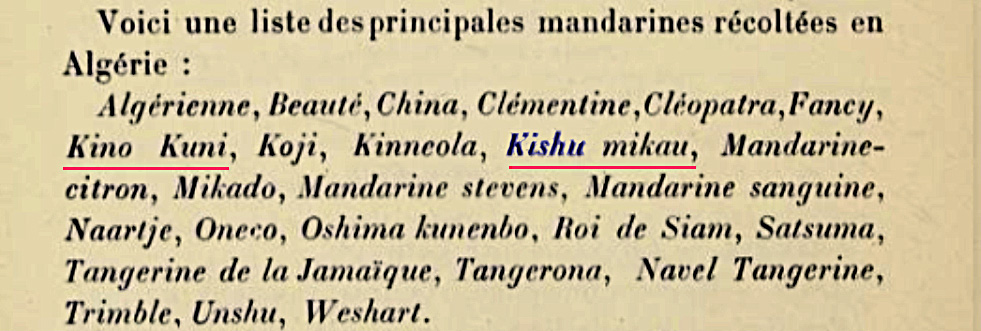
Liste des mandarines cultivées en Algérie en 1912 avec Kino Kuni, Kishu mikan...

Elle était cultivée en Algérie au début du XXe siècle. En 1983, un cultivar asperme a été développé à partir de greffons importés du Japon par la Citrus Experiment Station de l'Université de Californie Riverside, en vue de sa commercialisation. La culture commence aux États-Unis dans les années 2010. Les fruits sont commercialisés sous divers noms Cherry orange, Baby Mandarin (bébé mandarine), Tiny Tangerine, Mini Mandarin, baisers de Kishu. Le marché visé est celui des enfants, elle est présentée comme une nouveauté amusante, mignonne.
Selon la recherche agronomique chinois, couvrir l'arbre d'un film plastique en fin de maturation améliore la qualité du fruit.

### Phylogénie et descendance

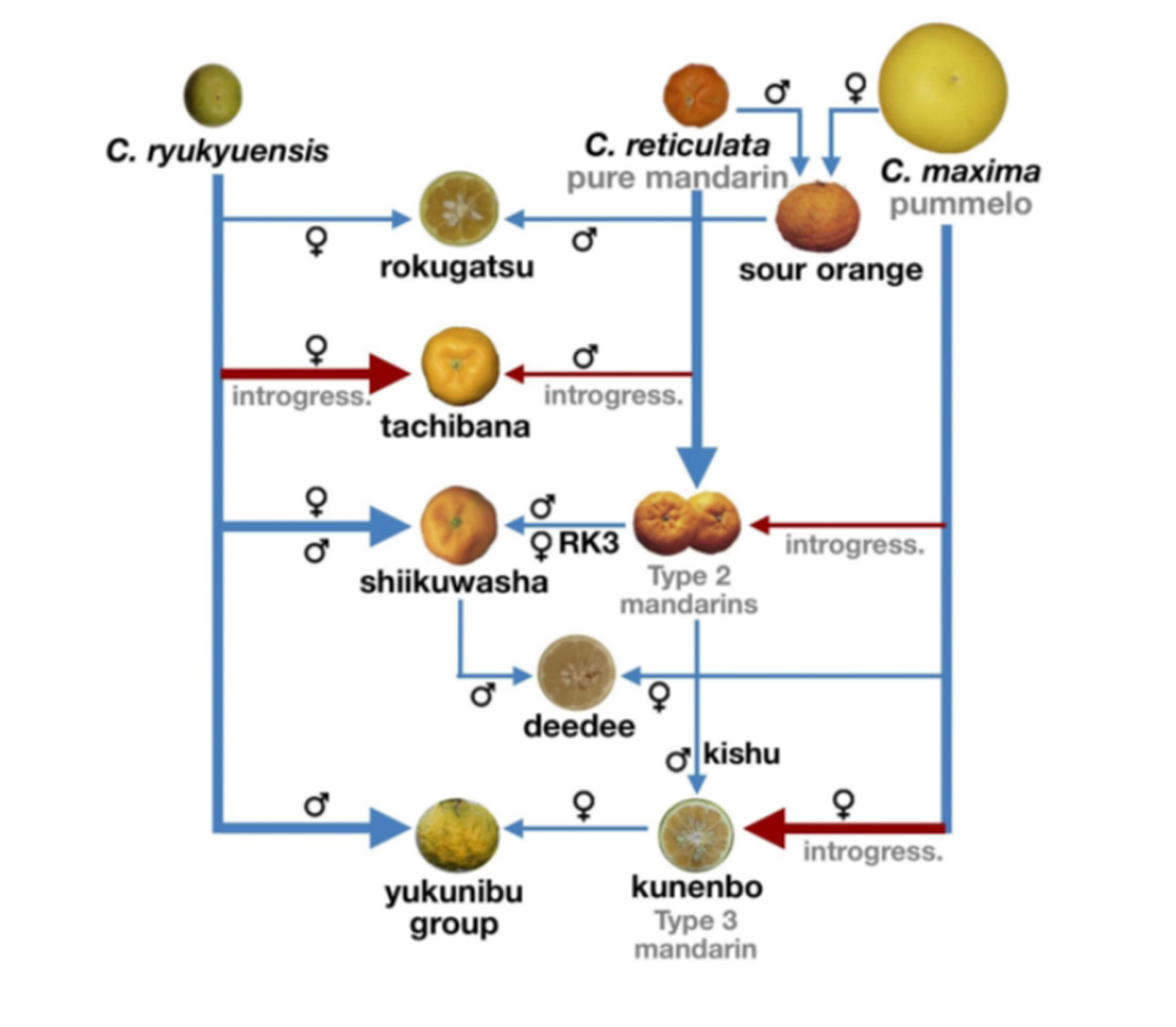
Rôle de Kishu dans l'apparition du groupe yukunibu (oto, kabuchi, tarogayo, etc.)

Dans leur typologie des agrumes d'Okinawa, S. Yamamoto et S. Raharjo (2014) classent Kinokuni dans le génotype MM aux côtés des Clémentines, Ponkan et Satsuma, groupe distinct des Kunenbo, Keraji, Oto, Tarogayo, Ichang Papeda, Yuzu et autre Shikuwasa et Tachibana .
Si l'ascendance de C. kinokuni est encore inconnue, sa descendance est importante, au moins 18 variétés peuvent lui être apparentées selon Simitomo et al. (2016) : 
- Les graines de C. kinokuni fécondées par le pollen de Koji donnent Fukure mikan et Suruga Yuko, par le pollen de Kunenbo-A donne les Satsuma et par le pollen de Kobeni, mikan Sokitsu.
- Le pollen de C. kinokuni fécondant Kaikoukan donne Andoukan et Sanbokan, fécondant Kunenbo-A donne Yatsushiro[10].

Le rôle de C. kinokuni comme agrume fondateur est décrit en 2021 par Shimizu et al., il en dresse une phylogénie.

## Morphologie

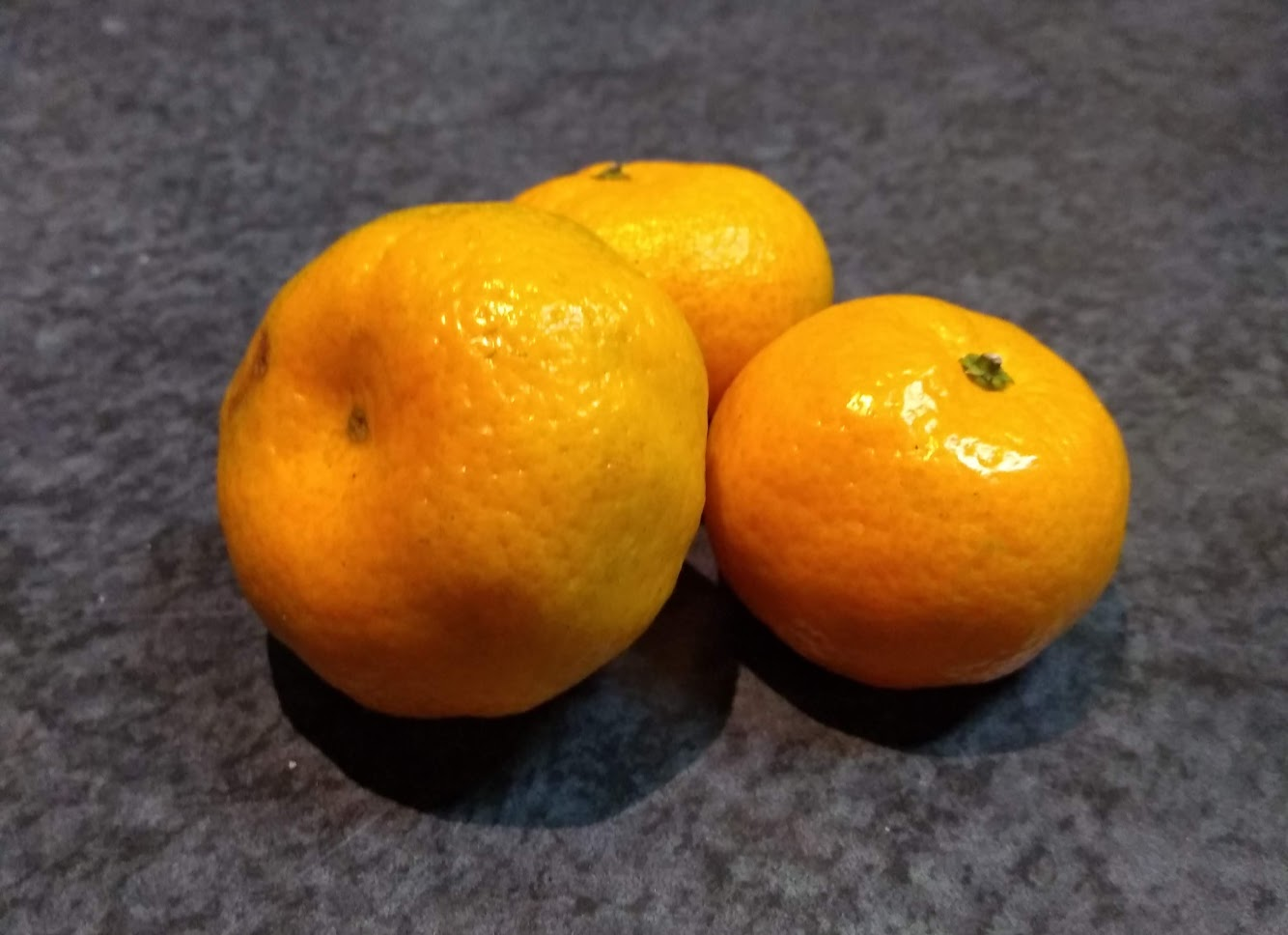
Mandarine de Nanfeng

Les arbres fleurissent en avril et produisent de petits fruits, d'une taille variant de 25 à 45 mm, 25 à 50 g  faciles à peler, tendres et juteux dont la maturité commence en novembre en Chine et fin janvier en Californie du Sud,. Les fruits des variétés cultivées ne contiennent presque pas de pépins (1 ou 2), leur forme est oblate et la peau est fine (0,11cm), la pulpe juteuse avec  un gout marqué et sucrée. Le jus contient 9,8 à 11,8 g de sucres totaux (brix 14° à 18°), 0,8 à 1 gramme d'acide citrique (rapport sucre-acide 10,3 à 14,2) avec 19,5 à 22,6 de vitamine C pour 100 g.
En Chine, la peau du fruit et les feuilles de l'arbre sont utilisées en médecine traditionnelle, la recherche actuelle examine son potentiel médicamenteux.

### Huile essentielle

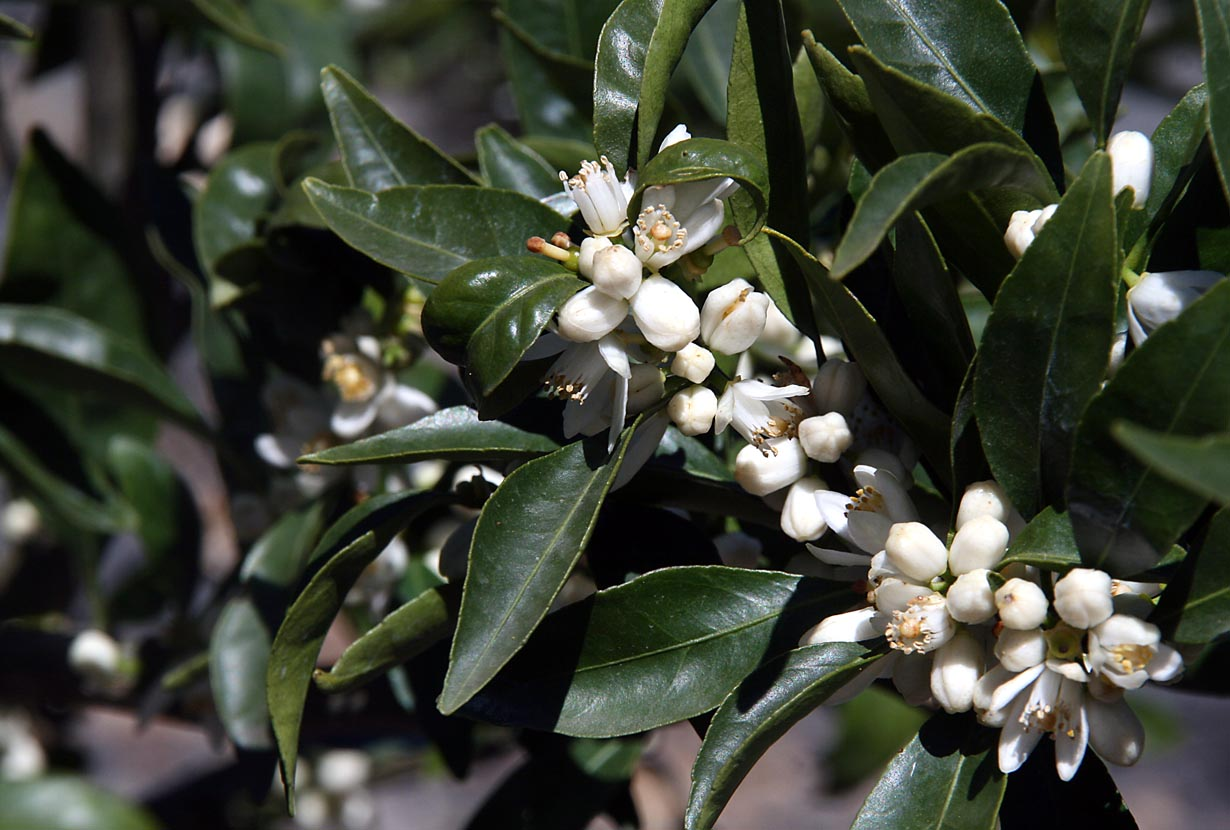
Floraison de C. kinokuni (avril 2022 - Portugal littoral)

Un important travail sur l'huile essentielle a été publié en 2018 par Zheng Pan et al. Il donne l'analyse la plus poussée de 183 composés quantifiés dont 109 identifiés. β-pinène, p-cymène, d-limonène, γ-terpinène, α-terpinéol, linalol, thymol, E,E-α-farnésène et spathulénol sont les principaux composants. E,E-α-farnésène joue un rôle important dans la différenciation de C. kinokuni des autres mandarines selon les auteurs. La même année les activités antimicrobiennes et antioxydantes de l'huile essentielle ont été favorablement évaluées en vue de son utilisation comme conservateur alimentaire ce qui conduit à l'étude de sa micro-encapsulation (2022).
Le parfum est bien démarqué de celui des satsuma avec qui elle partage 5 des principaux composés odorants, mais elle présente 7 composés significatifs propres: l'octanal, le dodécanal, (2E 4E)-déca-2,4-diénal, le géraniol, un thymol et le yuzunone. Les composés volatils actifs sont l'isomère S-linalol dominant alors que c'est le R-linalol qui est dominant dans l'huile de zeste de mandarine Satsuma (90%). Il se rapproche (1991) de la mandarine méditerranéenne, mais le niveau de N-méthylanthranilate décline avec la maturation. Maria del Carmen Gonzalez-Mas (2021) a mis en évidence la division en deux groupes des mandarines cultivées à partir de l'analyse des huiles essentielles (elle insiste judicieusement elle aussi sur l'évolution de la composition au cours de la maturation).

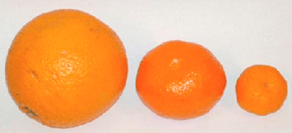
Comparaison d'un C. kinokuni à droite avec une clémentine (centre) et une orange (ronde, à gauche)
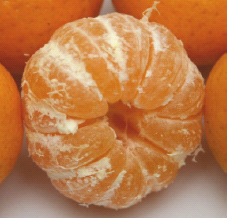
Kishu mikan
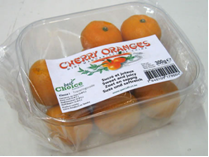
Fruits conditionnés

## Anthologie
- Légende chinoise, comment la mandarine est arrivée à Nanfeng. Le marchand de mandarine donne quelques fruits après avoir vendu sa cargaison[36].

« Deux mendiants étaient non loin du marchand, une vieille femme aux cheveux gris et son fils maigre, voyant le vendeur d'oranges si généreux, ils s'agenouillent par terre et le supplient de leur donner un fruit à manger. Le vendeur d'oranges tout à l'heure souriait, se transforme en Lei Gong au visage noir, et leur dit de dégager. Faute de mandarine, l'enfant ramasse les pelures sur le sol et les mange. Le vendeur les piétine et le réprimande méchamment : Mange, mange, mange à en mourir.

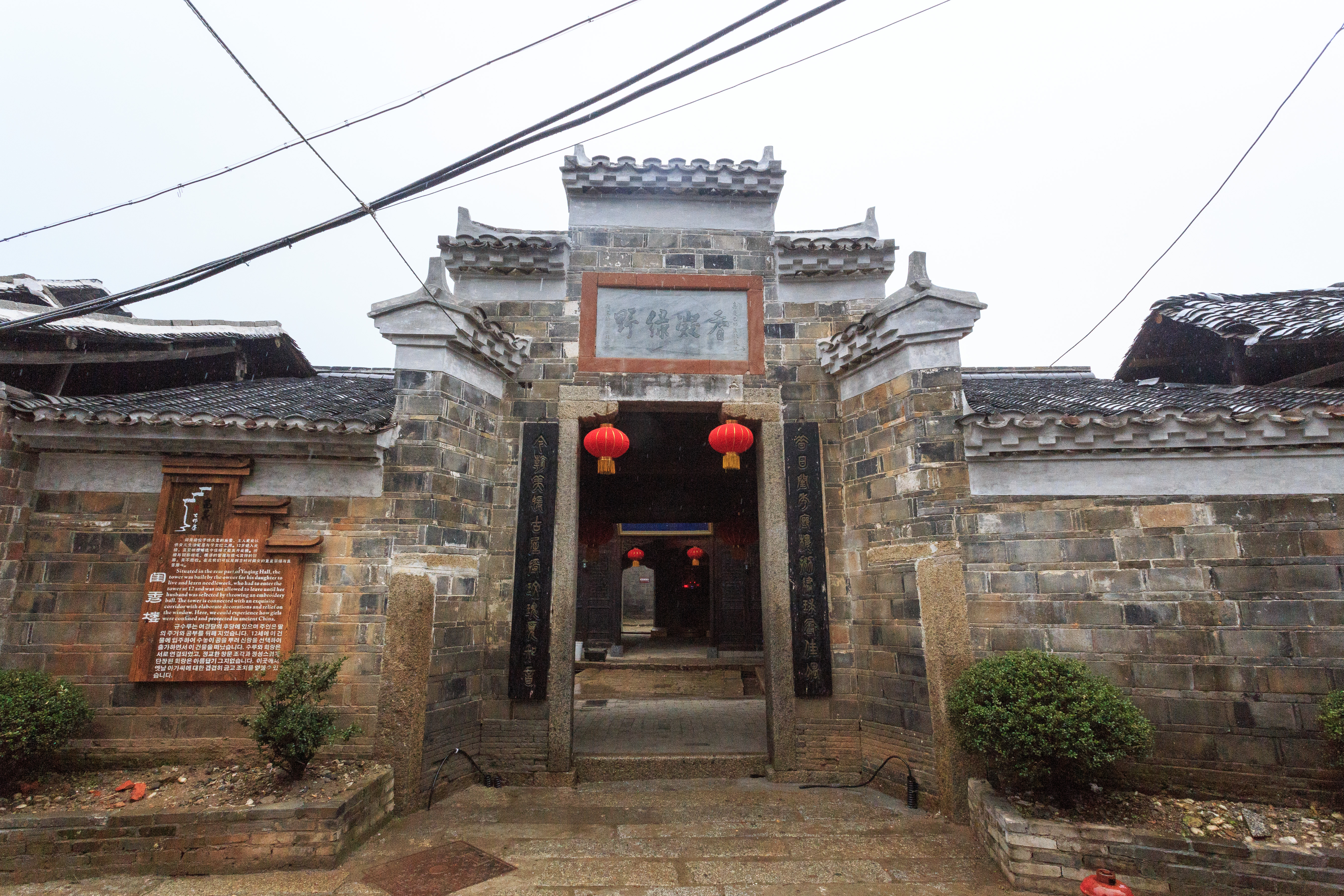
Mandariniers dans le village de Shuinan

Un immortel voyant ces choses se transforme en mendiant, s'approche du vendeur de mandarines et tend la main. Je viens d'en chasser deux, en voila un troisième... L'immortel se retourne et s'élève dans les airs, puis souffle un souffle féerique en direction du marchand. Toutes les mandarines qui restaient dans le panier s'envolent une par une, jusqu'à la porte ouest de la ville de Nanfeng, avant de retomber quand elles voient la main du Bouddha de pierre et du bodhisattva désigner le village de Shuinan. Depuis lors, dans le village de Shuinan, comté de Nanfeng il y eut toujours des mandarines et dix, cent ans plus tard tout Nanfeng a planté des mandariniers partout. »